# Frans Steenbergen
Frans Steenbergen (Schiedam, 17 augustus 1920 ― 6 november 1978) was een Nederlands voetballer. De verdediger speelde dertien jaar voor SVV. 
Hij was zoon van Huibert Steenbergen en Maria Adriana Allegonda Slingerland. Hijzelf trouwde met Elisabeth Klaasse.
Hij kwam twee keer uit voor het Nederlands elftal. Zijn debuut was op 13 maart 1949 in de thuiswedstrijd (3-3) tegen België. Hij debuteerde samen met zijn clubgenoot Jan van Schijndel die zeventien interlands speelde. Frans Steenbergen kwam op 11 december 1949, thuis tegen Denemarken (0-1 verlies), vlak voor tijd nog als invaller in het veld voor Jan Everse.

## Spelerscarrière
Frans Steenbergen stapte in 1940 over van HBSS naar SVV dat uitkwam in de tweede klasse. De latere toparbiter Lau van Ravens verdedigde toen het Schiedamse doel. 
Na het kampioenschap in 1948 wist SVV als debutant direct de titel te grijpen in de westelijke eerste klasse in 1949. Aansluitend won de Schiedamse club ook het landskampioenschap. 
De verdediger stopte in 1953. Hij bleef tot aan zijn onverwachte overlijden in 1978 actief in het Schiedamse voetbalwereldje. Hij was onder meer trainer van SFC en SVDPW waar hij ook jeugdvoorzitter was.